# مجموعه ورزشی باشگاه نفت تهرانسر
مجموعه ورزشی باشگاه نفت تهرانسر یک مجموعه ورزشی در غرب تهران است که این مجموعه ورزشی در خیابان خسرو پرویز در تهران واقع شده‌است. این مجموعه هم اکنون یکی از محل های تمرینات باشگاه فوتبال استقلال می باشد.

## پیشینه

### ساخت مجموعه
این مجموعه در اوایل دهه ۱۳۵۰ خورشیدی تأسیس شد و تا سال‌ها مجموعه اختصاصی باشگاه نفت تهران بود. روز ۲۵ آبان ۱۳۵۲ این ورزشگاه با نام دکتر اقبال افتتاح شد.  با انحلال تیم نفت این مجموعه در اختیار امور ورزش و تربیت‌بدنی شرکت ملی نفت ایران قرار گرفت.

### تمرینات باشگاه استقلال
تمرینات تیم استقلال تهران در اسفند ۱۳۹۷ به این مجموعه منتقل شد. تمرینات پیش فصل استقلال در فصل ۹۹–۱۳۹۸ نیز در این مجموعه پیگیری می‌شود.

## امکانات
این مجموعه امکاناتی مانند ۲ زمین تمرین فوتبال، سالن بدنسازی، بیلیارد، تنیس روی میز، چمن مصنوعی فوتبال، زمین فوتبال، استخر مختلط، سالن کشتی، سالن تیراندازی، سالن ورزش‌های رزمی و خوابگاه دارد.